# Dorfkirche Ihleburg

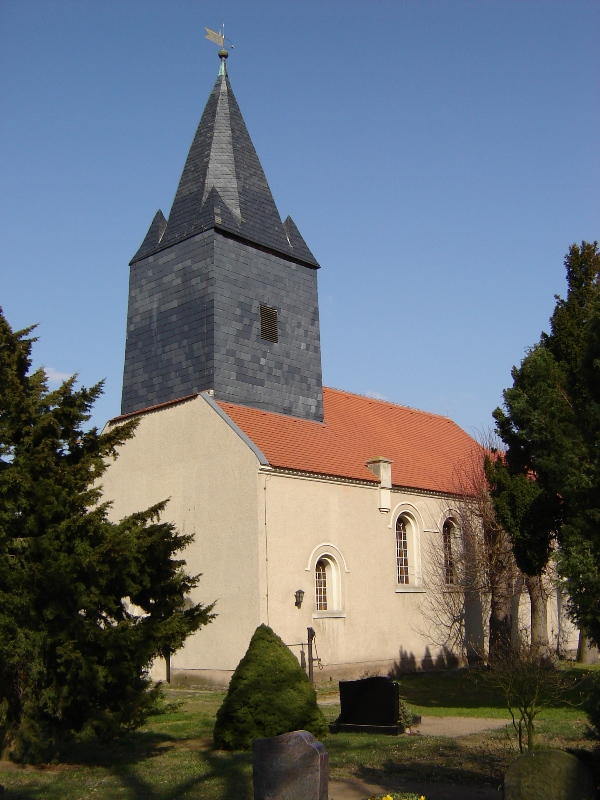
Ihleburger Kirche

Die Dorfkirche Ihleburg ist das evangelische Gotteshaus von Ihleburg (Sachsen-Anhalt).

## Geschichte
Auf den mannshohen Feldsteinsockelmauern der ehemals romanischen Kirche wurde 1878 ein Rauputzbau im neoromanischen Stil errichtet. Dem Kirchenschiff ist im Osten ein mehrseitiger schmalerer Altarraum angefügt. Auf der Westseite befindet sich ein quadratischer Turm in Fachwerkbauweise, der mit Schiefer verkleidet wurde. Die achteckige Spitze ist mit vier gedrungenen Seitentürmchen verziert. Der Innenraum trägt eine flache, von Bögen gestützte Balkendecke, an der Westseite ist eine Empore angebracht. Der schlichte Kanzelaltar im klassizistischen Stil wurde 1829 hergestellt. Es ist eine Orgel im Rundbogenstil vorhanden, die 1886 von dem Stendaler Orgelbauer Vogt gefertigt wurde. Der halbkugelförmige, auf einem Fuß ruhende Taufstein stammt noch aus romanischer Zeit.